# Fallout: New Vegas
Fallout: New Vegas è un videogioco action RPG del 2010, sviluppato da Obsidian Entertainment e pubblicato da Bethesda Softworks per PlayStation 3, Xbox 360 e Microsoft Windows. Si tratta di uno spin-off della celebre saga di Fallout, e cronologicamente si colloca tra gli eventi di Fallout 3 e Fallout 4.
Il gioco è ambientato nei dintorni di Las Vegas, rinominata New Vegas dopo lo scoppio della guerra nucleare tra Stati Uniti e Cina.

## Trama
(Tagline del gioco)
La storia contiene alcuni riferimenti agli eventi di Fallout e Fallout 2, ma non è in alcun modo collegata a quella di Fallout 3.
Fallout: New Vegas si svolge nel 2281, quattro anni dopo gli eventi di Fallout 3 e sei anni prima di Fallout 4 e trentanove anni dopo quelli di Fallout 2. Il corriere, il protagonista, è stato assoldato per consegnare un pacchetto al Sig. House, ma cade in un'imboscata da parte di un misterioso uomo dalla giacca a scacchi, aiutato da alcuni Great Khan, e viene perciò derubato della sua merce, colpito in testa da un proiettile e sepolto in una fossa poco profonda. Il protagonista viene poi salvato da un robot Securitron di nome Victor che lo porta a Goodsprings. Il corriere è quindi curato da un uomo, il dottor Mitchell, un ex abitante del Vault 21 che gli regala anche il suo vecchio PipBoy 3000. In seguito inizia una caccia all'uomo che porta il corriere sulle tracce di Benny, il misterioso uomo dalla giacca a quadri che gli ha sottratto la merce. La sua ricerca lo porta poi a Primm, dove dopo aver ristabilito l'ordine in città scopre che gli uomini che lo accompagnavano, un gruppo di spacciatori appartenenti ai Great Khan, si sono diretti verso la città di Novac, dove il corriere apprende da Manny Vergas, un cecchino che difende la città dagli attacchi dei ghoul, che i Great Khan si sono diretti a Boulder City, vicino alla diga di Hoover. Giunto lì il corriere deve affrontare una delicata situazione: i Great Khan hanno preso in ostaggio alcuni soldati della Repubblica della Nuova California (RNC) e la situazione rischia di degenerare.
Dopo aver risolto la situazione il corriere scopre che Benny è tornato a New Vegas, città sorta dalle macerie della precedente Las Vegas. Una volta entrato nella città il corriere viene invitato al Lucky 38, casinò da cui il Sig. House, fondatore di New Vegas, gestisce tutto. Il protagonista così apprende che Benny sta cercando di impadronirsi della città utilizzando il chip di platino rubato al corriere. Questo chip è una chiave che permette di risvegliare un esercito dormiente di Securitron, di aggiornarli e di renderli più potenti. Il corriere si confronta con Benny al The Tops, il casinò gestito da Benny, per riottenere il chip di platino. Dopo aver deciso il destino di Benny il giocatore può decidere la sorte della Zona Contaminata del Mojave schierandosi con una delle quattro fazioni nella seconda battaglia di Hoover Dam. Il finale, seppure definitivo come quello di Fallout 3, offre una maggiore libertà di scelta: è possibile infatti schierarsi con la Legione di Caesar, con la Repubblica della Nuova California, con il Sig. House, o mettersi in proprio (imbrogliando quindi tutte e tre le altre fazioni) tramite l'aiuto di un Securitron chiamato Yes Man.

## Modalità di gioco
Il sistema di gioco è simile a quello del precedente capitolo. Sono state apportate alcune modifiche, comprese quelle al sistema di combattimento per renderlo più simile a uno sparatutto in prima persona, come la capacità di utilizzare il mirino delle armi. Sono state inoltre rese possibili le modifiche per le armi. È presente la possibilità di giocare a vari giochi d'azzardo: roulette, blackjack e un particolare gioco chiamato Caravan. 
Nell'HUD in basso a sinistra sono visualizzati i punti ferita (TP) e una bussola, sulla destra invece i punti azione (PA), il contatore di cartucce e le condizioni dell'arma utilizzata (CND).

### Modalità duro
La modalità duro è un'impostazione facoltativa che rende il gioco più realistico introducendo elementi come la disidratazione, il bisogno di dormire e la guarigione nel tempo.
Modalità normale:
- Gli Stimpak fanno recuperare salute all'istante.
- Le munizioni non hanno peso.
- Non vi è disidratazione, né vi sono malus creati dalla mancanza di sonno.
- Gli arti menomati si possono curare con gli Stimpak oppure dormendo.
- I compagni che si possono arruolare nel gioco sono molto resistenti ai danni e dopo aver subito un certo numero di colpi svengono per qualche secondo.

Modalità duro:
- Gli Stimpak agiscono lentamente.
- Le munizioni hanno un peso (anche se minimo).
- Il personaggio deve bere, mangiare e avere cicli di sonno adeguati per rimanere in vita.
- Gli arti menomati guariscono solo con l'aiuto del medico, con l'utilizzo di una borsa medica oppure una dose di Hydra.
- I compagni che si possono arruolare nel gioco sono mortali.

### Parametri principali
Come in Fallout 3 i parametri principali sono regolati dallo S.P.E.C.I.A.L, un sistema di personalizzazione delle caratteristiche fisiche e mentali. All'inizio del gioco i parametri sono impostati su un livello di base di 5, ma quando il dottor Mitchell farà fare un test tramite un macchinario chiamato Vit-o-Matic ("test della forza" in italiano) al personaggio si potranno addizionare 5 punti bonus; inoltre sarà possibile sottrarre punti a un parametro per aumentarne un altro.

### Combattimento

Schermata di gioco in prima persona: nell'HUD in basso a sinistra sono visualizzati i punti ferita (TP) e una bussola, sulla destra invece i punti azione (PA), il contatore di cartucce e le condizioni dell'arma utilizzata (CND); in questo caso un fucile

Il Sistema di Puntamento Assistito Vault-Tec o S.P.A.V. (Vault-Tec Assisted Targeting System o V.A.T.S. in lingua originale), è un sistema di combattimento attivo implementato che mette in pausa il gioco, proprio come in Fallout 3. Mentre si utilizza lo S.P.A.V., il combattimento in tempo reale è in pausa. Lo S.P.A.V. consente anche le morti cruente del gioco, mostrando al rallentatore le scene più violente.
Durante il combattimento in tempo reale è ora possibile guardare attraverso i mirini reali delle armi piuttosto che con il classico zoom come in Fallout 3.
A differenza di Fallout 3 le armi da mischia ora hanno mosse speciali nello S.P.A.V. Un'altra caratteristica aggiunta è che se un nemico ha un'alta resistenza ai danni, alcune armi possono rivelarsi inefficaci. Ciò è mostrato attraverso un simbolo a forma di scudo rosso accanto alla barra della salute del nemico attaccato. La resistenza ai danni è causata da armature o medicinali assunti dal personaggio. È presente una Kill Cam dinamica che mostra alcune uccisioni al rallentatore, consentendo ai giocatori di sperimentare la stessa sensazione cinematografica dello S.P.A.V.

### Karma e reputazione
Il sistema karma ha subito alcune modifiche; è stato incorporato accanto a un sistema di reputazione, simile a quello presente in Fallout 2. La reputazione influenza le relazioni con ogni fazione e città di Fallout: New Vegas. Una buona reputazione con una fazione o città può dare alcuni benefici quali doni da parte dei cittadini di quella città, mentre una reputazione bassa può portare a essere attaccati a vista dai PNG; a differenza di Fallout 3 vi è inoltre la possibilità di influenzare il comportamento dei PNG "anonimi" indossando l'uniforme di una specifica fazione, nonostante tale effetto non funzioni con la maggior parte dei PNG di alto livello (con nome). Il karma a New Vegas, pur avendo un effetto molto ridotto rispetto a Fallout 3, influisce comunque sulle interazioni con tutti i PNG.

## Ambientazione

### Storia
Il gioco è ambientato in una Las Vegas post-apocalittica, divenuta New Vegas dopo la distruzione portata dalla grande guerra nucleare fra Stati Uniti e Cina, con l'olocausto nucleare verificatosi il 23 ottobre 2077. Prima della grande guerra ci sono state le guerre delle risorse, durante le quali le Nazioni Unite si sono sciolte, seguita dalla guerra per l'Alaska durata undici anni (2066–2077) e terminata con la liberazione di Anchorage dalle forze cinesi da parte degli americani nel gennaio del 2077 (anno della grande guerra nucleare). La città di New Vegas non è stata devastata come la costa est; sulla costa ovest infatti la maggior parte degli edifici sono intatti e sono presenti una diga e una centrale solare che producono energia elettrica. Questo ha attirato l'interesse di organizzazioni quali l'RNC (già presente in Fallout 2) e la Legione di Caesar. Sullo sfondo dello scontro tra queste due organizzazioni si posiziona la vicenda del protagonista.

### Mappa
La mappa è quattro volte più grande di quella del suo predecessore (sfiora i 36 km quadrati di superficie) e contiene 190 luoghi scopribili dal giocatore, distribuiti in territori appartenenti agli odierni Stati di Nevada (contea di Clark), California e Arizona. Lo spazio esplorabile a piedi dal corriere è chiamato Zona Contaminata del Mojave e riproduce fedelmente il reale deserto del Mojave. Vi si trovano le Spring Mountains, il fiume Colorado, il lago Mead e i caratteristici rilievi rocciosi, in un ambiente arido e secco prevalentemente sabbioso punteggiato da bassi arbusti e poche aree fertili.
La Zona Contaminata del Mojave ospita diverse specie vegetali e radici da cui il corriere può ricavare frutti, risultato di mutazioni genetiche per esposizione a radioattività. Il deserto del Mojave è popolato da svariate creature mutate dall'esposizione alle radiazioni.

## Armi
(Mick)
La gamma di armi in Fallout: New Vegas è stata molto arricchita rispetto agli altri capitoli. Oltre alle classiche pistole 10mm e fucili laser sono presenti nuovi tipi di fucili (fucile anti-materiale, fucile d'ordinanza, carabina d'assalto e Varmint), pistole (9mm e 12.7mm) e mitragliatrici (12.7mm, calibro .22 silenziato e 9mm) ed esclusive armi a energia (Mirino di Euclid, fucile auto-ricaricante, laser RCW, che consiste in una variante futuristica di un Thompson M1928 e Multiplas, un fucile al plasma che spara 3 colpi alla volta), oltre anche a quelle da mischia (Ferro 9 e coltelli vari).
Sono state inserite anche nuove armi uniche e sono presenti in tutta la zona di New Vegas i nuovi "banchi da ricarica" che permettono di smontare le munizioni e ricombinarle tra loro per crearne di nuove e diverse, da usare con altre armi.
Una funzione permette di modificare le armi con l'aggiunta di accessori come oscilloscopi, caricatori maggiorati e altro ancora. Alcuni limiti alla modifica della armi sono: ogni arma può avere al massimo tre modifiche, le modifiche sono irreversibili e le armi uniche non possono essere modificate.

## Fazioni principali

### Repubblica della Nuova California o RNC
(Tandi, secondo presidente della Repubblica della Nuova California)

Organizzazione fondata sulla libertà, sui diritti civili e da sempre considerata l'unica e vera protettrice della democrazia, la Repubblica della Nuova California (RNC) è nata a Shady Sands ed è attiva fin dal 2161 (infatti la si è già vista nel primo Fallout), ma fondata ufficialmente solo nel 2186, è ciò che rimane dello Stato della California. Giunta a New Vegas per occupare il centro principale di produzione d'energia nella California post-apocalittica, la diga di Hoover è la potenza meglio armata e con più disponibilità di uomini nella Zona Contaminata del Mojave; è guidata dal presidente Aaron Kimball e la sua bandiera è una versione modificata della bandiera della California che rappresenta un orso a due teste invece di possederne una come quella attuale. La RNC è costantemente in conflitto con il suo nemico di sempre, la Legione di Caesar. Al contrario della Legione, nell'esercito della RNC si arruolano sia maschi sia femmine (per questo la RNC ha più personale disponibile), che possono vantarsi di essere buon soldati. Nonostante tutto, i soldati della Legione sono fisicamente più forti dei soldati della RNC ed è proprio per questo che quest'ultimi vengono addestrati per prepararsi al meglio nel caso di scontri diretti. Fortunatamente per la RNC, nel 2271 è avvenuto un incontro con i Desert Rangers ("Ranger del deserto"), una grande tribù di abili soldati veterani con grandi esperienze di guerra e incredibili abilità di combattimento con cui stipularono un patto di alleanza: i Desert Rangers si sarebbero integrati con la RNC acquisendo il nome di RNC-Rangers, consentendogli quindi di entrare nella zona del Mojave (di grande interesse per i Desert Rangers). Grazie a questi potenti soldati negli anni, la RNC, ha di molto aumentato la sua forza contro la Legione che, non teme i normali soldati della repubblica, bensì conosce temibilmente l'abilità dei veterani d'élite RNC-Rangers. I veterani sono anche noti, sia nella Legione sia tra chi non li ha mai visti di persona, con il nome di "soldati con l'armatura nera".

### Legione di Caesar
(Caesar, capo della Legione)
Nata come un esercito di schiavi, questa organizzazione raccoglie tutti gli schiavisti della Zona Contaminata del Mojave. Trovano sede al Forte sulla sponda orientale del Colorado, dove Caesar risiede. Dallo scontro con l'RNC per il controllo di Hoover Dam sono usciti una prima volta sconfitti e sta al giocatore decidere se aiutarli o meno a ribaltare questa situazione. La Legione è guidata dal suo carismatico leader, Caesar, anche se vi sono altri componenti che ne rappresentano diversi reparti o ne svolgono diverse mansioni come:
- Caesar, il cui vero nome è Edward Sallow, è nato nella post-apocalittica Los Angeles, conosciuta come The Boneyard ("il cimitero") nel primo capitolo della serie, nel 2226. Suo padre fu ucciso da dei predatori quando lui era piccolo e insieme alla madre si unì ai Seguaci dell'Apocalisse nel 2231. Partì per una spedizione per conto dei Seguaci guidata da un certo Bill Calhoun e incontrò per la prima volta Joshua Graham. Durante il viaggio trovò e lesse alcuni libri sulla storia dell'antica Roma, tra cui i Commentarii di Giulio Cesare da cui trarrà ispirazione. Nel 2247 i membri della spedizione caddero ostaggi di una tribù locale in guerra con altre sette tribù. La sconfitta era inevitabile, perciò Sallow decise, contro il parere dei propri compagni, di istruire i propri carcerieri nell'arte della guerra e, una volta eletto loro condottiero, li guidò alla vittoria con metodi bellici cruenti. Cambiò il proprio nome in Caesar e si autoprocalmò "figlio di Marte". Con l'aiuto di Graham sottomise 88 tribù e fondò la Legione.
- Lanius, la più importante personalità e il più potente guerriero dell'esercito della Legione. Secondo solo a Caesar, iniziò a sviluppare incredibili abilità di combattimento ad appena 12 anni. È anche conosciuto con il nome di "Mostro dell'Est". Si incontra nella missione conclusiva del gioco.
- Uomo Bruciato, il cui vero nome è Joshua Graham, era precedentemente noto nella Legione con il nome di "Malpais" ed era il legato di Caesar, prima di essere sostituito da Lanius. A Malpais fu affidato il comando della Legione nella prima battaglia di Hoover Dam, ma le conseguenze furono disastrose e la battaglia fu persa con pesantissime perdite. Ritenuto responsabile della sconfitta fu ricoperto di pece, secondo la volontà di Caesar, e incendiato vivo. Fu poi spinto giù nel canyon del parco nazionale di Zion. Negli anni a seguire è nata la leggenda che egli sia sopravvissuto alla morte e i soldati della Legione, visto che è stato loro proibito da Caesar pronunciare il suo nome, hanno iniziato a chiamarlo "Uomo Bruciato".

### Sig. House
(Sig. House)
Prima della grande guerra del 2077 era conosciuto come Robert Edwin House, fondatore della RobCo. Industries; poco prima della caduta delle bombe House si rifugiò all'interno di una camera pressurizzata situata all'ultimo piano del suo casinò. Il Sig. House rimpiange ancora oggi di non essere riuscito a far arrivare il Platinum Chip in tempo, ovvero prima del bombardamento, perché se fosse arrivato prima avrebbe potuto aggiornare anche il sistema di difesa del Lucky 38 in modo da poter distruggere tutte le testate atomiche, ma il pacco contenente il Platinum Chip non arrivò in tempo. Si ritiene che la città di New Vegas sia stata risparmiata dagli ordigni atomici grazie alle difese antiaeree che egli aveva fatto installare sui tetti degli edifici di sua proprietà. Dal 2274 è a capo delle varie famiglie che gestiscono la Strip. Autoproclamatosi padrone di New Vegas, sorveglia e protegge questa città con i suoi temuti robot: i Securitron. Queste macchine da guerra, tuttavia, dispongono di un aggiornamento (attivabile grazie al Platinum Chip) che consente loro di essere dotati di nuove armi (lanciamissili) e di nuove capacità (autoriparazione), aumentando, nel totale, la loro efficienza combattiva del 235%. Questi incredibili soldati vengono dunque chiamati "Esercito di New Vegas" che, come dice il Sig. House, avrebbe dei protettori degni del suo nome.

### Confraternita d'Acciaio
Di ciò che un tempo era la gloriosa Confraternita d'Acciaio, nel Mojave non rimane che un singolo avamposto a Hidden Valley, che funge per loro da nascondiglio. Giunti a New Vegas per impossessarsi della tecnologia contenuta nella centrale di HELIOS One, i paladini e gli scribi hanno poi dovuto ripiegare dopo l'arrivo dell'RNC nella zona. La sua entità più rilevante è l'anziano McNamara, portatore di varie missioni. Fa parte della Confraternita anche Veronica, possibile compagno che si trova sulla base commerciale 188.

### Great Khan
I Great Khan discendono dai Khan, che una volta erano una tribù dominante in California, formatasi nel 2141. Erano una banda di teppisti, ben organizzati, che saccheggiavano chiunque vi si trovasse sulla loro strada. I Khan spesso interferivano con la comunità di Shady Sands (la RNC, prima del 2186). Nel 2161 i Khan rischiarono di venire totalmente annientati da un solo uomo: l'abitante del Vault. Nonostante fossero praticamente estinti in California, Papa Khan, erede dei superstiti dei Khan californiani, aveva il desiderio di portare la tribù al suo antico splendore e viaggiò fino in Nevada. Lì, nel 2278, fondò i Great Khan e la loro base aveva sede a Bitter Springs. Dopo essere entrata in conflitto con l'RNC ha dovuto ripiegare a Red Rock Canyon, dove ora ha il suo rifugio principale. Sono alleati alla Legione di Caesar e nutrono un odio profondo verso la RNC.
I principali membri dei Great Khan sono:
- Papa Khan, capo dei Great Khan, desidera far ritornare la propria banda tra le più famose e potenti.
- Regis, braccio destro di Papa Khan, è un uomo saggio che non vede di buon occhio l'alleanza tra i Great Khan e la Legione di Caesar.

### Boomers
Discendenti degli abitanti del Vault 34, si tratta di una tribù xenofoba che reputa la gente oltre la loro base aeronautica dei "selvaggi" e il loro sogno è proprio quello di far volare di nuovo un B-29 della seconda guerra mondiale, caduto in un lago vicino alla loro base circa tre secoli prima e di bombardare i selvaggi del mondo esterno. Circa 154 anni dopo la caduta delle bombe, a causa dei problemi sorti all'interno del Vault 34, sono fuggiti e si sono stabiliti alla stazione aeronautica Nellis, dove da circa 50 anni abitano perennemente isolati e non accettano estranei, difendendosi con del fuoco d'artiglieria. Possiedono svariate innovazioni tecnologiche e potentissime armi (si dice che siano armati ancora più pesantemente dei Gun Runner), cosa che li rende temutissimi praticamente da tutti, anche dal Sig. House in persona.

### Seguaci dell'Apocalisse
Accampati nell'Old Mormon Fort, i Seguaci sono spinti del desiderio di assistere medicalmente gli abitanti del Mojave e di condividere con loro conoscenza e tecnologie, cosa che li porta a differire dalla Confraternita d'Acciaio, che invece le accumula per sé stessa. Inoltre i Seguaci non sono un'organizzazione gerarchica, e rappresentano la fazione più libertaria del gioco, anarchica e assistenzialista.

### Powder Ganger
Banda di ex carcerati che l'RNC aveva intenzione di utilizzare come operai nelle cave. In seguito della loro ribellione si sono impossessati del penitenziario e di Primm. Non hanno nessun alleato.

### Enclave
Diversamente dagli altri giochi della serie Fallout qui l'Enclave appare come un piccolo gruppo di sei uomini in un piccolo bunker chiamato "Bunker dei superstiti", dato che nella storia di Fallout 2 la divisione ovest dell'Enclave era stata completamente distrutta.

## Colonna sonora
Gioco
- Inon Zur – Fallout New Vegas Main Theme

Black Mountain Radio
- Kay Kaiser – Jingle, Jangle, Jingle
- Peggy Lee – Why Don't You Do Right?
- Nat King Cole – Love Me as Though There Were No Tomorrow
- Tony Marcus –  Lonestar

Radio New Vegas
- Peggy Lee – Johnny Guitar
- Marty Robbins – Big Iron
- Dean Martin – Ain't That a Kick in The Head
- Eddy Arnold – Heartaches by The Numbers
- Hank Thompson – Hangover Heart
- Frank Sinatra – Blue Moon

## Sviluppo
Fallout: New Vegas è stato annunciato il 20 aprile 2009 a Londra. Le prime informazioni ufficiali sono state pubblicate nel febbraio 2010 in occasione del PC Gamer, dove è stato proiettato un video cinematografico.
Prima della data di uscita ufficiale, Fallout: New Vegas era preordinabile presso alcune note case di videogiochi statunitensi (GameStop, EB Games, Walmart, Steam, Amazon e Best Buy). In ciascuna di tali edizioni era contenuto, a seconda del distributore, un pack di oggetti unici e introvabili nella versione ufficiale. I pack sono: Classica, Caravan, Tribal e Mercenary.
Fallout: New Vegas è stato sviluppato da Obsidian Entertainment, una società fondata da Feargus Urquhart e Chris Avellone, due dei creatori di Fallout 2 (originariamente a Black Isle Studios). Il progetto è guidato da J. E. Sawyer, uno dei progettisti capo di Van Buren, il progetto originario di Fallout 3 in sviluppo Black Isle Studios, poi cancellato. John R. Gonzalez è il lead designer creativo, mentre Obsidian fondatore Chris Avellone, che ha lavorato su Fallout 2 e Van Buren è un progettista senior. Joe Sanabria è a capo della sezione artistica.

## Accoglienza
Il produttore ha dichiarato di aver distribuito cinque milioni di copie del gioco per il suo lancio internazionale, gli ordini hanno portato un incasso di 300 milioni di dollari.
Il gioco, pur essendo meno acclamato del precedente Fallout 3, ha ricevuto ottime recensioni. IGN lo ha valutato con un 8,5/10 (PlayStation 3/Xbox 360) e 9/10 (PC).
La rivista Play Generation lo classificò come il secondo migliore gioco di ruolo del 2010.

## Espansioni

### Dead Money
La prima espansione disponibile e scaricabile, dal titolo Dead Money, in cui il giocatore riceve un segnale radio e, recatosi in un bunker abbandonato della Confraternita d'Acciaio, viene catturato e portato nel casinò Sierra Madre. Il corriere deve eseguire una serie di compiti per conto del misterioso padre Elijah e a rendere difficoltosa la sua impresa ci sono nubi tossiche, un collare esplosivo che a contatto ravvicinato con altoparlanti e radio esplode e molti nemici di alto livello. La storia ruota attorno al misterioso tesoro nascosto nel casinò, desiderato da molti avventurieri. Dead Money offre un'ampia gamma di equipaggiamento e quattro nuovi personaggi non giocanti, tre dei quali possono essere reclutati come compagni.

### Honest Hearts
La seconda espansione scaricabile, dal titolo Honest Hearts, aggiunge una nuova zona esplorabile; il parco nazionale di Zion. Il giocatore riceve un segnale radio e, recatosi nel passaggio nordico (senza espansione, inaccessibile) incontra Jed Masterson e le sue guardie delle carovane che accompagnano il giocatore in una spedizione verso Zion, una regione selvaggia intoccata dalla guerra nucleare. Qua il giocatore viene coinvolto in una guerra tribale e un conflitto tra un missionario del Nuovo Canaan e il misterioso Uomo Bruciato già citato numerose volte da diversi personaggi e scritto in graffiti su diversi muri e cartelloni pubblicitari. Come precedentemente visto in Dead Money, Honest Hearts offre un'ampia gamma di equipaggiamento e diversi personaggi non giocanti, tre dei quali possono essere reclutati come compagni.

### Old World Blues
La terza espansione scaricabile, dal titolo Old World Blues ("Blues del vecchio mondo") aggiunge un nuovo mondo esplorabile; Big Mountain, chiamato anche "Grande Vuoto", per via della sigla della locazione, Big MT, che in inglese MT si pronuncia "em-ti" (empty, cioè vuoto). Il giocatore, come nelle precedenti espansioni, riceve un segnale radio e recatosi al Drive-in del Mojave trova un satellite schiantato che, se utilizzato, trasporta il giocatore a Big Mountain. A questo punto il giocatore deve scegliere con chi schierarsi: salvare il "Grande Vuoto" o unirsi al misterioso scienziato che lo vuole distruggere. Questa espansione aggiunge cinque livelli di esperienza e introduce nuove armi oltre a una nuova trama e svariate missioni secondarie.

### Lonesome Road
La quarta espansione scaricabile, dal titolo Lonesome Road ("La strada solitaria") aggiunge nuovi scenari esplorabili e una nuova missione principale che porta il corriere nel suo lungo viaggio finale alla scoperta del Divide e della storia di ED-E, il compagno robot del corriere, in quest'ultimo viaggio dove incontrerà finalmente l'originale "corriere 6", Ulysses. Anche se aggiunge un nuovo mondo esplorabile, la missione è lineare, seppur si possa esplorare ovunque per trovare le nuove armi e le nuove armature. Questa espansione aumenta ulteriori cinque livelli di esperienza.

### Courier's Stash
Pacchetto scaricabile contenente "la scorta del corriere", ovvero le armi e le armature uniche che potevano essere possedute solo tramite prenotazione negli appositi punti vendita. Essendo un semplice pacchetto, non aggiunge altre missioni o livelli di esperienza.

### Gun Runners' Arsenal
Secondo pacchetto scaricabile che aggiunge un grosso quantitativo di armi uniche e modifiche al mondo di New Vegas. Visto che negli ultimi tempi nel Mojave sono successe molte cose, i maggiori produttori di armi come i Gun Runner, la Confraternita d'Acciaio o anche i semplici venditori hanno deciso di produrre nuove armi esclusive che il corriere può acquistare. Essendo anche questo un pacchetto, non sono aggiunte nuove missioni o livelli di esperienza, bensì solo alcune sfide speciali.

## All Roads
Nell'ottobre 2010 è stato pubblicato un prequel a fumetti di Fallout: New Vegas, dal titolo All Roads. Ambientato una settimana prima dell'inizio dell'avventura del corriere, approfondisce la storia del capo dei presidenti, Benny, di alcuni componenti dei Great Khan e gli avvenimenti accaduti nella località di Bitter Springs durante la battaglia con la RNC. La storia è stata scritta da Chris Avellone, la copertina realizzata da Geof Darrow e Peter Doherty e le tavole da Jean Diaz e Wellington Alves. È stata pubblicata dalla Dark Horse Comics.